# Вебер, Фридрих Христиан

Иллюстрация книги Фридриха Христиана Вебера «Преображенная Россия» (Das Veränderte Russland). XVIII век

Фридрих Христиан Вебер (Friedrich Christian Weber; ум. 1739) — ганноверский резидент при русском дворе в царствование Петра Великого, автор записок о состоянии России, охватывающих 1714—1719 годы.
После того как ганноверский курфюрст Георг стал английским королём, Вебер представлял в Петербурге интересы как ганноверского, так и английского двора. Он прибыл в Петербург в 1714 году и пробыл там до 1717 года, когда отправился в Ганновер для получения инструкций. Вернувшись в Петербург в том же году, он пробыл в России ещё два года и выехал окончательно за границу в октябре 1719 года.
Сообщаемое во всех сочинениях, в которых говорится о Вебере, известие, что он после кончины Петра провёл ещё несколько лет в России, не подтверждается никакими данными. Значение посольства Вебера в дипломатическом отношении весьма невелико, однако уже внимание современников обратили на себя записки его о России, вышедшие под заглавием «Преображенная Россия» (Das Veränderte Russland) в 3-х томах, в 1721, 1739 и 1740 годах.
Первая часть вышла четырьмя изданиями (1721 и 1729 г., в Ганновере, 1738 и 1744 г. во Франкфурте и Лейпциге) и была переведена несколько раз на французский и английский языки. Сочинение это есть сборник самых разнообразных сведений о России того времени. Обходя молчанием политические и военные события, автор в первом томе, излагая события до 1720 года, обсуждает значение петровской реформы, которой придаёт громадное значение; второй том обнимает историю последних лет петровского царствования; третий — 1725—1730 годы. Сочинение это, благодаря знакомству автора со всеми выдающимися русскими людьми того времени, даёт нам интересную картину внутреннего преобразования России. Особенно важное значение имеет, однако, лишь первый том, так как второй и третий писаны автором не на основании личных наблюдений.
В 1880 году профессор Э. А. Герман издал донесения Вебера (хотя далеко не все), хранящиеся в ганноверском архиве: «Zeitgenössische Berichte zur Geschichte Russlands. Peter der Grosse und der Zarewitsch Alexei, vornehmlich nach und aus der gesandschaftlichen Correspondenz Friedrich Christian Webers» (Лейпциг). Заглавие не вполне точно, так как, кроме дела царевича Алексея, в донесениях этих затрагивается и многое другое. Они служат как бы дополнением к запискам Вебера, заключая в себе данные для политической истории России.
Кроме массы драгоценных данных для истории отношений между Петром и Алексеем, Вебер сообщает много сведений об отношениях России к Англии, о быте и учреждениях русских, о взглядах общества и народа на петровскую реформу и т. д. В общем, мнение Вебера о Петре и России более оптимистично в его большом труде, чем в донесениях. Первый том сочинения Вебера, за исключением интересного предисловия и приложений, переведён на русский язык Барсовым, в «Русском Архиве» (1872). Задолго до того, в 1777 году, перевод Веберовых записок предпринял генерал М. С. Бегичев, однако труд этот остался в рукописи.